# 포천교통
포천교통 (抱川交通)은 경기도 포천시 신북면 신평리에 소재한 선진그룹 버스사업부문 계열의 시내버스 운송 업체이다.
같은 선진그룹 버스사업부문 산하의 방계회사로 선진시내버스, 포천상운 등과 함께 포천시 관내 버스 노선을 분담하여 운행하고 있다.

## 연혁
- 1998년 5월 18일 : 영종여객의 계열사로 설립
- 2004년 : 계열사인 영종여객과 함께 선진그룹 버스사업부문에 인수되었다.
- 2012년 3월 1일 : 좌석버스 138-1번과 138-2번 같이 폐지되면서 좌석버스 138번에 통합하였다.
- 2013년 10월 10일 : 좌석버스 138-1번이 재개통하였다.
- 2014년 1월 1일 : 시내버스 38-2번과 38-3번 폐선되었다.
- 2014년 7월 19일 : 좌석버스 138-1번 전면 폐선되었다.
- 2015년 3월 2일 : 시내버스 88번을 방계회사인 선진시내버스에서 양도받았다.
- 2015년 3월 13일 : 시내버스 74번 경복대학교 ~ 수유역구간은 전면 폐선했다.
- 2015년 8월 1일 : 시내버스 72-3번을 선진시내버스로 이관하였으며, 좌석버스인 138-6번은 선진시내버스에서 양도받았다.
- 2017년 10월 23일 : 시내버스 88번 경복대 및 72번 하성북2리 종점 노선변경
- 2017년 11월 1일 : 시내버스 77번 포천고교 ~ 경복대학교 구간 신설
- 2017년 11월 11일 : 시내버스 3번 노선변경 및 3-1번 노선 신설
- 2018년 3월 1일 ~ 2018년 6월 30일 : 경기도청북부청사 리모델링 공사으로 인해 홈플러스와 천보중학교 방향으로 우회 운행 (72번)
- 2019년 7월 11일 : 좌석버스 138-6번에서 직행좌석버스 1386번으로 형간전환
- 2019년 9월 3일 : 직행좌석버스 3006번이 하성북리 ~ 잠실광역환승센터 구간 개통.
- 2020년 6월 1일 : 직행좌석 1386번이 도봉산역광역환승센터 연장 및 의정부시 구간은 미경유
- 2021년 11월 15일 : 직행좌석 3006번 하성북리 미경유, 경복대학 연장
- 2022년 2월 21일 : 좌석버스 138-1번 노선신설
- 2022년 5월 26일 : 직행좌석버스 1403번 노선 신설
- 2023년 1월 19일 : 시내버스 1번이 노선일부 변경
- 2023년 5월 15일 : 시내버스 72번이 수유역에서 도봉산광역환승센터으로 회차지 변경
- 2023년 11월 13일 : 시내버스 72번이 경복대학교으로 다시 연장되어 6년만에 환원
- 2024년 1월 1일 : 138번버스가 경기도형 준공영제인 시내버스 공공관리제를 시행
- 2024년 6월 6일 : 시내버스 3-2번 노선 신설
- 2024년 7월 1일 : 좌석버스 138-1번이 시내버스 137번으로 형관전환 및 노선번호 변경, 경기도형 준공영제인 시내버스 공공관리제를 시행
- 2024년 12월 1일 : 시내버스 20번 노선 신설
- 2025년 6월 1일 : 직행좌석버스 3003번 노선 신설

## 현황
2021년 1월 기준이다.
| 운행업체        | 보유 노선수 | 보유 노선수 | 보유 노선수 | 보유 노선수 | 보유 노선수 | 등록 대수 | 등록 대수 | 등록 대수 | 등록 대수 | 등록 대수 |
| --------------- | ----------- | ----------- | ----------- | ----------- | ----------- | --------- | --------- | --------- | --------- | --------- |
| 운행업체        | 노선 합계   | 광역급행    | 직행좌석    | 일반좌석    | 시내일반    | 대수 합계 | 광역급행  | 직행좌석  | 일반좌석  | 시내일반  |
| 포천교통 (선진) | 12          | -           | 2           | 1           | 9           | 72        | -         | 14        | 26        | 32        |

## 운행 노선

### 도시형버스
- ● 1번: 선단4통, 장승거리 ↔ 상록할인마트 ↔ 동서남북교회 ↔ 주공3단지 ↔ 갈월중학교 ↔ 정교리 ↔ 오리랜드 ↔ 직동삼거리 ↔ 이곡리, 이곡초등학교 ↔ 무림리 ↔ 이동교5리, 축석검문소 (2023년 1월 19일부로 노선 일부 변경, 직동1리 경유)
- ● 2번: 동교4통 ↔ 주공3단지.태봉마을 ↔ 송우6리 시장 ↔ 상운아파트 ↔ 막골 ↔ 무봉2리회관
- ● 2-1번: 동교4통 ↔ 송우4리.신촌마을 ↔ 주공3단지 ↔ 송우6리 시장 ↔ 이동교4리 대방아파트 ↔ 부인터사거리 ↔ 무봉2리회관 (2번 차량으로 운행)
- ● 3번: 일동초교.일동도서관 ↔ 화대2리.제일온천 ↔ 연곡4리 ↔ 이동 ↔ 도평2리.백운계곡 ↔ 백운종점
- ● 3-1번: 일동초교.일동도서관 ↔ 화대2리.제일온천 ↔ 수입4리.와룡교 ↔ 노곡초교 ↔ 이동 ↔ 도평리 (3번에서 분리된 노선. 전기버스 운행중)
- ● 3-2번: 포천고등학교 ↔ 가채리야구장 ↔ 만세교검문소 ↔ 지현교 ↔ 기산5리 ↔ 일동초교.일동도서관 (2024년 6월 6일 신설 및 3-1번 차량으로 운행함)
- ● 20번: 포천비즈니스센터 ↔ 포천고등학교 ↔ 아트교사거리 ↔ 가채2리마을회관앞 ↔ 만세교섬문소 ↔ 양문1리터미널 ↔ 야미리 ↔ 해방촌 ↔ 영북중학교  (2024년 12월 1일 신설, 전기버스 운행중)
- ● 72번: 경복대.포천캠퍼스입구 ↔ 아트교사거리 ↔ 포천시청 ↔ 자작2통 군단앞 ↔ 대진대학교 ↔ 송우리터미널 ↔ 소흘읍사무소 ↔ 이동교2리, 부인터 ↔ 이동교5리,축석검문소 ↔ 가톨릭대학교 의정부성모병원 ↔ 홈플러스 금오점 ↔ 드림밸리아파트 ↔ 의정부버스터미널 ↔ 의정부역, 흥선지하차도 ↔ 회룡역 ↔ 망월사역 ↔ 도봉산역광역환승센터 (전기버스 운행중)
- ● 77번: 경복대입구  ↔ 가채2리 ↔ 아트교사거리 ↔ 포천고등학교 (2017년 11월 1일 신설, 저상버스 운행)
- ● 77-1번: 포천행복주택.용정산업단지입구 ↔ 포천시청 ↔ 한신아파트 ↔ 아트교사거리 ↔ 반월아트홀.여성회관 (77번 차량으로 운행. 저상버스 운행)
- ● 88번: 경복대.포천캠퍼스입구 ↔ 가채2리 ↔ 유한아파트 ↔ 포천고후문 ↔ 대진대학교 ↔ 송우리터미널 ↔ 홈플러스 포천송우점 (이 노선은 선진시내버스에서 받은 노선이다. 2017년 10월 23일부터 의정부역 미경유, 전기버스 운행중)
- ● 88-1번: 경복대.포천캠퍼스입구 ↔ 가채2리 ↔ 유한아파트 ↔ 포천고후문 ↔ 대진대학교 ↔ 주공3단지 ↔ 홈플러스 포천송우점 (전기버스 운행중)
- ● 137번: 경복대.포천캠퍼스입구 ↔ 가채2리 ↔ 포천고등학교 ↔ 포천행복주택 ↔ 대진대, 학사마을입구 ↔ 서희아파트 ↔ 솔모루공원 ↔ 이동교4리, 대방아파트 ↔ 이동교5리, 축석검문소 ↔ 의정부성모병원 ↔ 의정부버스터미널 ↔ 의정부역, 흥선지하차도 (구 138-1번, 2024년 7월 1일부로 일반좌석버스에서 전환 및 경기도형 준공영제 실시. 전기버스 운행중)

### 일반좌석버스
- ● 138번: 경복대.포천캠퍼스입구 ↔ 가채2리 ↔ 포천고등학교 ↔ 자작2통 군단앞 ↔ 대진대학교 ↔ 송우리터미널 ↔ 소흘읍사무소 ↔ 이동교2리, 부인터 ↔ 이동교5리,축석검문소 ↔ 가톨릭대학교 의정부성모병원 ↔ 의정부버스터미널 ↔ 의정부역 흥선지하차도 (이 노선은 포천교통, 영종여객, 명진여객, 대진운수와 공동 배차하다가 현재는 포천교통에서만 운행한다, 2024년 1월 1일부터 경기도형 준공영제 실시)

### 직행좌석버스
- ● 1386번: 산정호수.상동주차장 ↔ 운천 ↔ 양문 ↔ 만세교 ↔ 포천시청 ↔ 자작2통 군단앞 ↔ 대진대학교 ↔ 송우리6리 시장 ↔ 이동교3리, 무봉리 ↔ 이동교5리 축석검문소 ↔ 신평화로 ↔ 도봉산역광역환승센터 (구 138-6번, 2019년 7월 11일 일반좌석버스에서 전환, 2020년 6월 1일 도봉산역광역환승센터 연장, 의정부시 구간은 정차하지 않음)
- ● 1403번: 경복대.포천캠퍼스입구 ↔ 포천시청 ↔ 대진대학교 ↔ 주공2단지 석향마을 ↔ 송우시장사거리 ↔ 이동교4리 대방아파트 ↔ <구리포천고속도로 경유> ↔ <올림픽대로 경유> ↔ 신사역 → 논현역 → 신논현역 → 고속터미널역 → 반포역 → 신사역 (2022년 5월 26일 신설)
- ● 3003번: 경복대.포천캠퍼스입구 ↔ 포천시청 ↔ 대진대학교 ↔ 송우6리시장앞 ↔ 이동교4리 대방아파트 ↔ <구리포천고속도로 경유> ↔ 별내역 (2025년 6월1일 신설)
- ● 3006번: 경복대.포천캠퍼스입구 ↔ 골든아파트 ↔ 포천시청 ↔ 포천고등학교 ↔ 대진대학교 ↔ 송우리터미널 ↔ 이동교4리 대방아파트 ↔ 이동교3리 무봉리 ↔ <구리포천고속도로 경유> ↔ <올림픽대로 경유> ↔ 잠실광역환승센터 (2019년 9월 3일 신설, 2층버스 운행, 2021년 11월 15일부로 하성북리 미경유, 경복대학 연장)

## 과거 운행 노선
- ● 1-1번: 선단동 ↔ 송우리 ↔ 정교리 ↔ 한성골 ↔ 저수지 ↔ 직동리 ↔ 무림2리(1번 차량으로 운행, 2023년 1월 19일부로 노선폐지 후 1번 통합)
- ● 38번: 경복대학 ↔ 아트교사거리 ↔ 포천시청 ↔ 대진대 ↔ 송우리터미널 ↔ 이동교2리, 부인터 ↔ 이동교5리,축석검문소 ↔ 가톨릭대학교 의정부성모병원↔ 의정부버스터미널 ↔ 의정부역, 흥선지하차도
- ● 38-2번: 신북온천 ↔ 허브아일랜드 ↔ 하심곡 ↔ 신북초등학교 ↔ 포천시청 ↔ 송우리터미널 ↔ 이동교2리, 부인터 ↔ 이동교5리,축석검문소 ↔ 가톨릭대학교 의정부성모병원↔ 의정부버스터미널 ↔ 의정부역, 흥선지하차도 (2014년 1월 폐선)
- ● 38-3번: 포미재아파트 ↔ 포천고교 ↔ 포천시청 ↔ 대진대 ↔ 송우리터미널 ↔ 이동교2리, 부인터 ↔ 이동교5리,축석검문소 ↔ 가톨릭대학교 의정부성모병원↔ 의정부버스터미널 ↔ 의정부역, 흥선지하차도 (2014년 1월 폐선)
- ● 72-3번: 포천시 포천종합사회복지관 ↔ 포천시청 ↔ 대진대학교 ↔ 송우주공아파트 ↔ 이동교2리, 부인터 ↔ 이동교5리,축석검문소 ↔ 의정부성모병원 ↔ 홈플러스(의정부점) ↔ 의정부버스터미널 ↔ 의정부역, 흥선지하차도 ↔ 회룡역 ↔ 망월사역 ↔ 도봉산역 ↔ 방학동 (2015년 8월 1일 선진시내버스로 양도)
- ● 74번: 경복대학교 ↔ 윤중아파트 ↔ 포천시청 ↔ 대진대학교 ↔ 송우리터미널 ↔ 이동교2리, 부인터 ↔ 이동교5리,축석검문소 ↔ 의정부성모병원 ↔ 홈플러스(의정부점) ↔ 의정부버스터미널 ↔ 의정부역, 흥선지하차도 ↔ 회룡역 ↔ 망월사역 ↔ 도봉산역 ↔ 쌍문역 ↔ 수유역 (아트밸리 경유, 72번 분리 신설, 2015년 3월 13일 폐선)
- ● 138-1번: 경복대학 ↔ 포천고교 ↔ 포천시청 ↔ 대진대 ↔ 송우리터미널 ↔ 이동교2리, 부인터 ↔ 이동교5리,축석검문소 ↔ 의정부성모병원 ↔ 의정부버스터미널 ↔ 의정부역, 흥선지하차도(2012 3월에 138번 통합, 2013년 10월 10일에 재개통 이후 2014년 7월 19일)
- ● 138-1번: 경복대학교 ↔ 가채2리 ↔ 포천고등학교 ↔ 포천행복주택 ↔ 대진대, 학사마을입구 ↔ 서희아파트 ↔ 솔모루공원 ↔ 이동교4리, 대방아파트 ↔ 이동교5리, 축석검문소 ↔ 의정부성모병원 ↔ 의정부버스터미널 ↔ 의정부역, 흥선지하차도 (2024년 7월 1일부로 일반시내버스 137번으로 전환)
- ● 138-2번: 경복대학 ↔ 신북초교 ↔ 포천시청 ↔ 대진대학교 ↔ 솔모루공원 ↔ 이동교4리 대방아파트 ↔ 이동교3리 무봉리 ↔ 이동교5리,축석검문소 ↔ 의정부성모병원 ↔ 의정부버스터미널 ↔ 의정부역, 흥선지하차도(138번 분리후 다시 138번에 통합)
- ● 138-6번: 산정호수 ↔ 운천 ↔ 양문 ↔ 만세교 ↔ 포천시청 ↔ 송우리터미널 ↔ 이동교2리, 부인터 ↔ 이동교5리,축석검문소 ↔ 의정부성모병원 ↔ 의정부버스터미널 ↔ 의정부역, 흥선지하차도 (2015년 8월 1일 선진시내버스에서 양수한 노선. 2019년 7월 11일 직행좌석버스 1386번으로 전환)

## 보유 차량

#### 현대자동차
- 뉴 카운티
- 카운티 뉴 브리즈
- 뉴 슈퍼 에어로시티
- 저상 뉴 슈퍼 에어로시티
- 일렉시티
- 뉴 프리미엄 유니버스 럭셔리
- 뉴 프리미엄 유니버스 프라임

## 갤러리

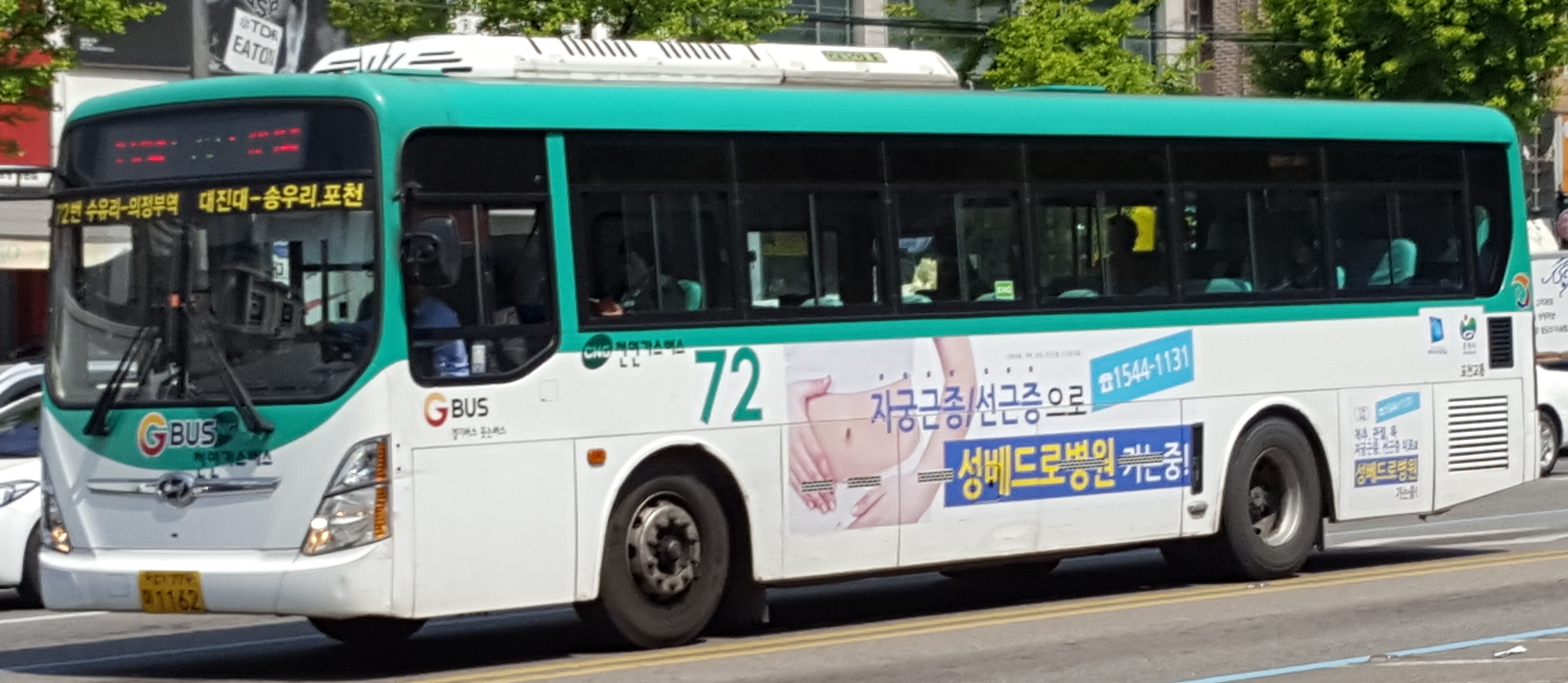
포천시내버스 72번 (일반 버스)
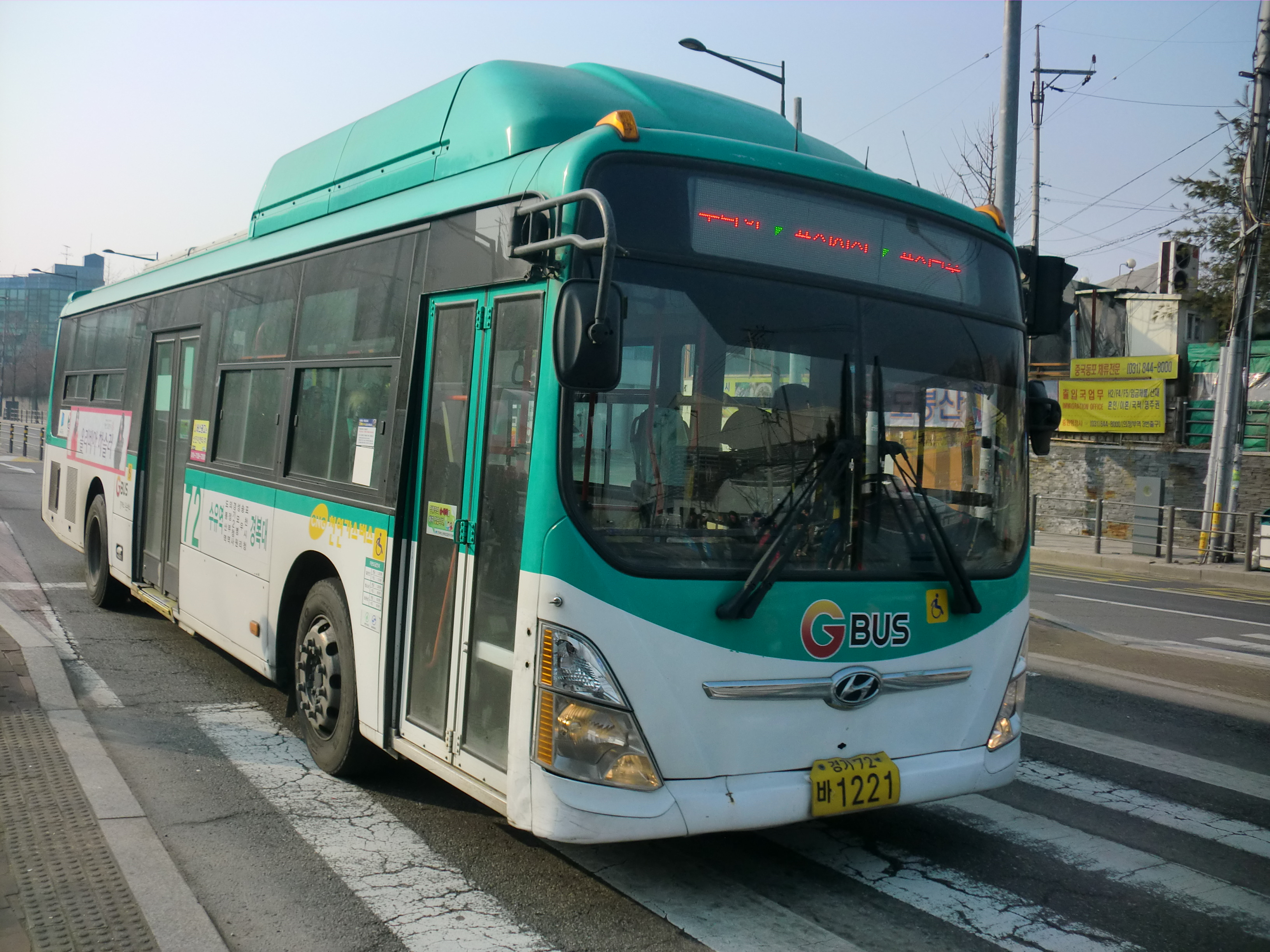
포천시내버스 72번 (저상 버스)
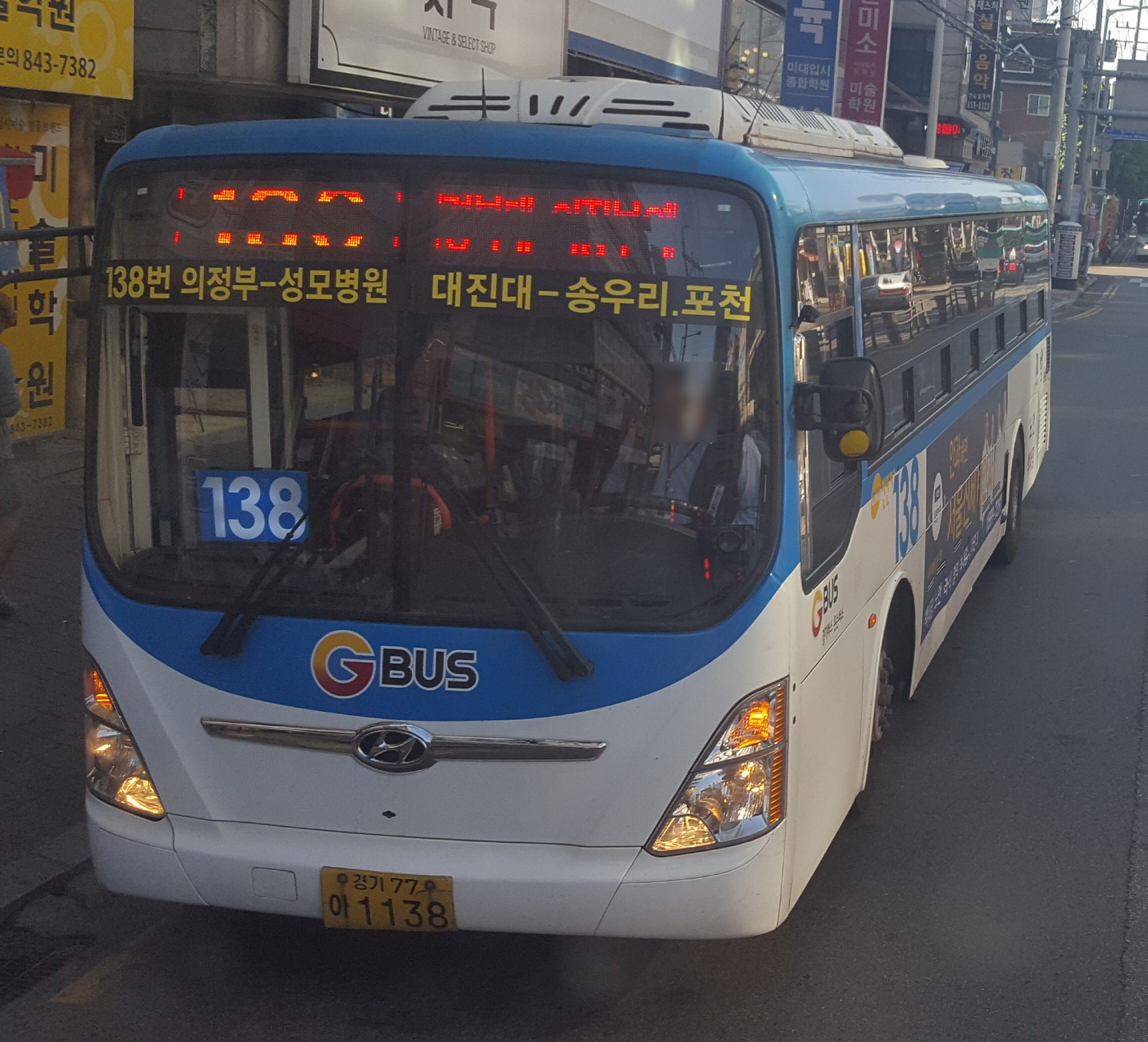
포천시내버스 138번
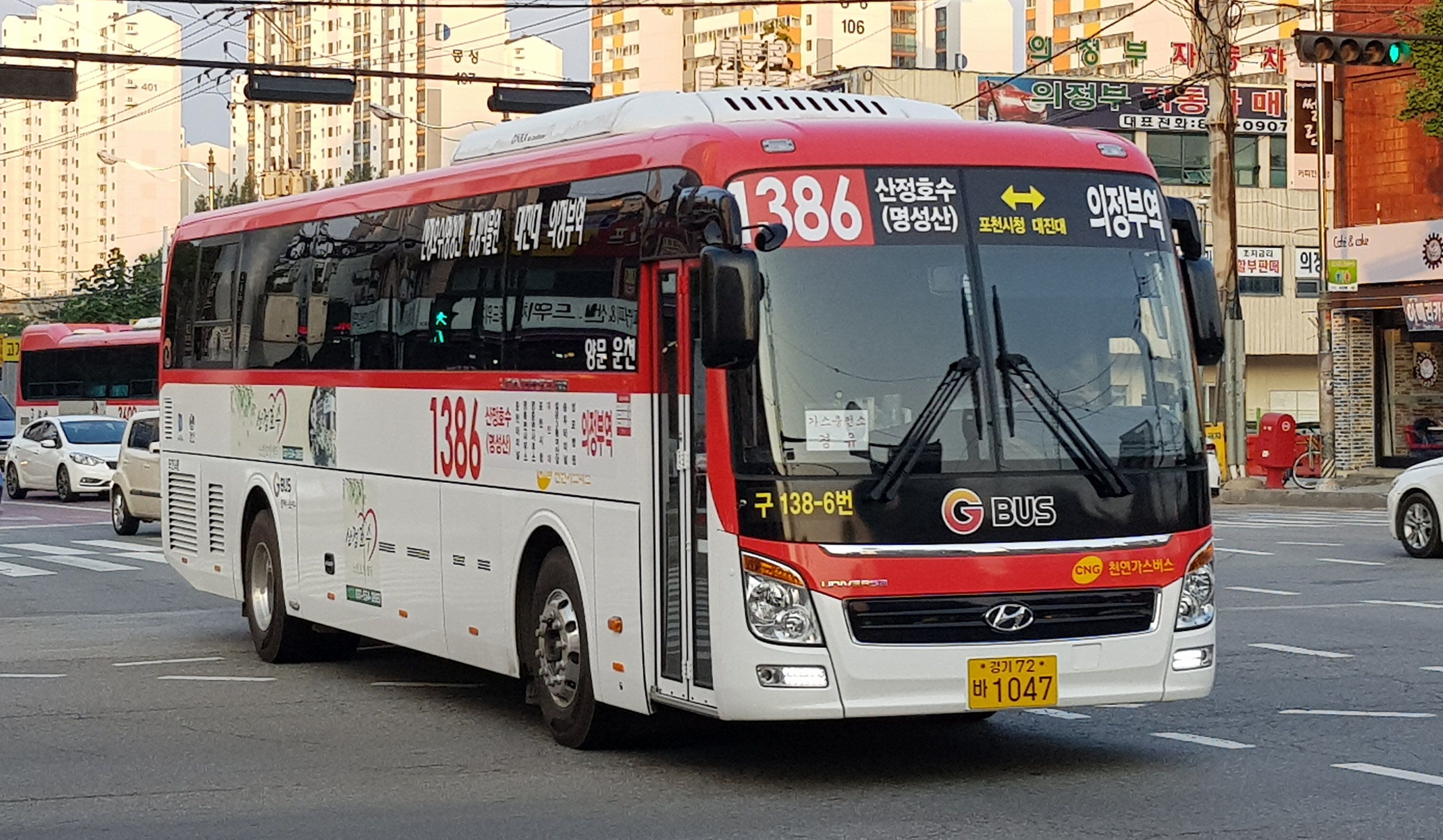
포천시내버스 1386번